# Coleoxestia striatepunctata
Espèce
Coleoxestia striatepunctata est une espèce de coléoptères de la famille des Cerambycidae.